# پروژه کربن
پروژه کربن (به انگلیسی: Carbon project) به سازوکار تجاری گفته می‌شود که پروژه‌ها با قطع انتشار گازهای گلخانه‌ای (GHGs) بودجه دریافت می‌کنند. برای اثبات اینکه پروژه منجر به کاهش واقعی، دائمی و قابل اثبات در گازهای گلخانه‌ای می‌شود، باید اثبات آن را در قالب طرح پروژه و گزارش فعالیت‌های معتبر توسط سازمانهای تأیید شده و مورد اعتماد ارائه شود.

## دلایل توسعه پروژه کربن
پروژه‌های کربن به دلایل مباشرت داوطلبانه محیط زیست، و همچنین پیروی از قوانین تحت برنامه Cap Cap Gas &amp; Trade ساخته شده‌است. کاهنده‌های داوطلبانه کربن (GHG) ممکن است بخواهند از طریق کاهش معاملات در ازای پرداخت غرامت پولی، از کاهش میزان کربن خود سود کسب کنند. انتقال حقوق مباشرت زیست‌محیطی سپس به نهاد دیگر این امکان را می‌دهد تا ادعای سرپرستی محیط زیست را مطرح کند. چندین استاندارد کاهش داوطلبانه در حال توسعه وجود دارد که پروژه‌ها می‌توانند از آنها به عنوان راهنمای توسعه استفاده کنند.

## پروتکول کیوتو
پروژه‌های کربن از زمان ظهور معاملات تولید گازهای گلخانه‌ای تحت فاز اول  کیوتو در سال ۲۰۰۵ از اهمیت بیشتری برخوردار شده‌اند. طبق گفته سازمان ملل متحد ، اگر این پروژه توسط یک مکانیسم توسعه تمیز (CDM) تعیین شده و توسط واحد عملیاتی تعیین شده تأیید شده باشد، می‌توان از آنها استفاده کرد. کنوانسیون چارچوب پیمان‌نامه سازمان ملل در تغییر اقلیم. هنگامی که از دی او ای DOE گزارش تأیید تهیه کرده‌است را به هیئت اجرایی CDM (EB) ارسال نموده، ممکن است کاهش تولید گازهای گلخانه ای را باعث شود. تبدیل به خبره کاهش انتشار (CER) می‌شود.

## ایالات متحده
در ایالات متحده استانداردهای مشابه با برنامه‌های پروتکل کیوتو مانند ای‌بی ۳۲ - AB-32 در کالیفرنیا و طرح منطقه‌ای گاز گلخانه‌ای (RGGI) در حال گسترش است. مانند این پروژه‌ها در حال تکرار و گسترش است اما تنها کسانی که نتیجه بخش بودن طرحشان را ثابت کرده‌اند می‌توانند برای کسب درآمد تحت برنامه تجاری ایالات متحده قرار گیرند.
برای مثال می‌توان از پروژه توقف تولید کربن از چوپ دره، نام برد که بودجه ای را از همکاری با پروژه حذف کربن طبیعی ایجاد شده‌است دریافت می‌کند که هفده شرکت بازرگانی منطقه در ویرجینیا و هایلند و آتلانتا از طریق ارائه سهام در بورس شیکاگو باعث حفظ هزاران هکتار جنگل در جورجیا شده‌است. این همکاری منحصر به فرد، ویرجینیا-هایلند را به عنوان اولین منطقه حذف کردن در ایالات متحده سرشناس کرده‌است.

## انتخاب پروژه
مهمترین بخش یک پروژه کربن ایجاد و مستندسازی و اثر بخش بودن پروژه است.
تهیه یک پروژه کربن برای پروژه‌های انرژی‌های تجدید پذیر مانند استفاده از باد، خورشیدی، و با تأثیر کم در کم آبی، زیست توده و زیست‌گاز مناسب است. همچنین پروژه‌هایی با طیف گسترده‌ای از دیگر انتشارهای آلاینده مانند جنگل زدایی، تعویض سوخت (یعنی به سوختهای بی‌طرف کربن و سوختهای منفی کربن)، ضبط و ذخیره کربن و راندمان انرژی ایجاد شده‌است.

## در اخبار
- "CDM Link". UNFCCC. 2007-05-08. Archived from the original on 28 May 2020. Retrieved 5 June 2020. "CDM Link". UNFCCC. 2007-05-08. Archived from the original on 28 May 2020. Retrieved 5 June 2020. آخرین اخبار پروژه CDM
- Moore, Tristana (2007-05-08). "Experts seek new climate change strategy". BBC. Moore, Tristana (2007-05-08). "Experts seek new climate change strategy". BBC. Moore, Tristana (2007-05-08). "Experts seek new climate change strategy". BBC. مقاله بی‌بی‌سی در مورد فاز دوم کیوتو